# Marek Plašil
Marek Plašil (Hradec Králové, 19 dicembre 1985) è un calciatore ceco, difensore del Hradec Králové B.

## Carriera
Ha giocato nella prima divisione ceca.